# میگل اولید
میگل اولید (انگلیسی: Miguel Olavide؛ زادهٔ ۵ مارس ۱۹۹۶) بازیکن فوتبال اهل اسپانیا است.
از باشگاه‌هایی که در آن بازی کرده‌است می‌توان به باشگاه فوتبال هرکولس و باشگاه فوتبال اوساسونا اشاره کرد.